# محمد عبدي محمد
محمد عبدي محمد هو مؤرخ وعالم الإنسان وسياسي صومالي، ولد في 1 يوليو 1954. حزبياً، نشط في الحكومة الاتحادية الانتقالية الصومالية، وانتخب عضوا في البرلمان الاتحادي في الصومال.